# THE LEGEND (THE MODSのアルバム)
『THE LEGEND THE MODS GOLDEN 80's COLLECTION』（ザ・レジェンド ザ・モッズ ゴールデン・エイティーズ・コレクション）は、2003年1月1日に発売されたTHE MODSのベスト・アルバム。規格品番：ESCL-2368。

## 解説
エピックレコードの設立25周年を記念して企画制作されたベスト・アルバムで、1980年代を代表するアーティスト11タイトルのうちのひとつ。全曲リマスタリングされ、完全限定生産盤、特製パッケージ仕様。同年2月、LIVE EPIC 25と題されたコンサートが代々木第一体育館と大阪城ホールで開催。THE MODSは、自身の楽曲である「激しい雨が」「NAPALM ROCK」「バラッドをお前に」の3曲に加え、最終公演のみ「I FOUGHT THE LAW」（※THE CLASHのカバー）を追加披露した。　

## 収録曲
全曲作詞・作曲：森山達也　編曲：THE MODS
1. 崩れ落ちる前に　3分40秒
2. 不良少年の詩 　3分14秒
3. TWO PUNKS　4分55秒
4. ゴキゲンRADIO　2分45秒
5. LET'S GO GARAGE　2分57秒
6. GANG ROCKER　2分45秒
7. 激しい雨が　3分42秒
8. バラッドをお前に　4分20秒
9. 夜のハイウェイ　3分59秒
10. BABY BLUE　4分19秒
11. BREAKIN' MY HEART　3分49秒
12. ジャマをするな　3分48秒
13. ACE BOON　4分45秒
14. HEY!! TRAVIS　3分35秒
15. NAPALM ROCK　4分17秒